# Senso di marcia ferroviario
In ogni Paese, la direzione di movimento dei treni su una ferrovia a doppio binario può essere per impostazione predefinita a destra o a sinistra. Questa scelta dipende da specifiche normative, abitudini legate alla circolazione stradale o legate alla costruzione della linea.
In Belgio, Francia (ad eccezione dell'Alsazia-Mosella), in Italia, in Svezia, in Svizzera, nelle Isole Britanniche e in Giappone i treni circolano sul binario sinistro. 
In Germania, nei Paesi Bassi, in Polonia, in Spagna, in Canada e negli Stati Uniti i treni circolano a destra.

Senso di circolazione dei treni nel mondo. BLU: a sinistra. ROSSO: a destra. VERDE: secondo le linee.

## Storia
I treni apparvero nel 19º secolo in Inghilterra. Con la comparsa delle strade a doppia carreggiata e lo sviluppo della rete si pose la questione della direzione del traffico. Nel 1835, l'English Highway Act stabilì la direzione del traffico a sinistra. Anche Francia e Germania adottarono questo senso di circolazione.
In Germania nel 1855 le ferrovie del Granducato di Baden passarono dalla sinistra alla destra, seguite dalla compagnia di Hannover e dalla linea Lipsia-Dresda. In Francia, i treni restarono a sinistra tranne che in Alsazia-Mosella, regione diventata tedesca tra il 1870 e il 1918 (quello tra la fine del XIX secolo e l'inizio del XX secolo è il periodo della costruzione della maggior parte delle linee ferroviarie in Europa e nel Mondo). Nel 1918, dopo l'annessione dell'Alsazia-Mosella alla Francia, sarebbe stato troppo costoso cambiare la direzione del traffico ferroviario. Il passaggio dei treni dall'Alsazia al resto della Francia richiese la costruzione di cavalcavia per l'inversione del senso di marcia.
In Austria, a seconda delle regioni e delle reti, i treni circolavano a destra o a sinistra. Dopo l'Anschluss del 1938 i tedeschi decisero di far circolare i treni a destra come in Germania, ma questo cambio di direzione non fu completato in tutto il paese. Se su gran parte della rete austriaca la circolazione è a destra, vi sono ancora tratti con circolazione a sinistra.